# Jean Rychner
Jean Rychner (Neuchâtel, 13 de gener de 1916 - Neuchâtel, 5 de juny de 1989) fou un romanista i medievalista suís.

## Vida i obra
Rychner es va llicenciar en lletres a la Universitat de Neuchâtel (1936) i després va estudiar a l'École des Chartes de París on es va diplomar el 1941 amb una tesi intitulada Martial d'Auvergne et les vigiles de Charles VII. De 1942 a 1945 va ser director adjunt de la biblioteca municipal de Neuchâtel i de 1946 a 1949 director de la Fondation suisse de la Cité universitaire a París. De 1949 fins a 1981 va ser catedràtic de llengua i literatura medieval franceses a la Universitat de Neuchâtel (on va ser també degà de 1955 a 1957 i vicerector de 1971 a 1975). Va ser director de la comissió filològica del Glossaire des patois de la Suisse romande de 1962 a 1974.
La seva recerca fou sobre literatura francesa medieval i edità diversos textos (com obres de Villon, els Lais de Maria de França, etc). És coneguda també la seva obra sobre l'estil de la cançó de gesta.
Va ser investit com a doctor honoris causa per les universitats d'Estrasburg, Ginebra i Lausana. Des de 1974 era membre associat de l'Académie royale de langue et de littérature françaises de Bèlgica.

## Publicacions
- (ed.) Martial d'Auvergne, Les arrêts d'amour, Paris 1951
- La chanson de geste. Essai sur l'art épique des jongleurs, Ginebra/Lille 1955, GInebra1999
- (ed. amb Paul Aebischer), Le lai de Lanval, Ginebra/Paris 1958
- Contribution à l'étude des Fabliaux. Variantes remaniements dégradations, 2 vol., Ginebra, 1960, 1974
- (ed.), Les XV joies de mariage, Ginebra/París 1963, 1967, Ginebra 1999
- (ed.), Les lais de Marie de France, París 1966, 1983
- L'articulation des phrases narratives dans la "Mort Artu". Formes et structures de la prose française médiévale, Ginebra 1970
- (amb Albert Henry), Le testament Villon, Le Lais Villon et Les Poèmes variés, 3 vol., Ginebra 1974, 1977, 1985
- (ed.) Du Bouchier d'Abevile. Fabliau du XIIe siècle, Ginebra 1975
- Du Saint-Alexis à François Villon. Etudes de littérature médiévale, Ginebra 1985
- La narration des sentiments, des pensées et des discours dans quelques oeuvres des XIIe et XIIIe siècles, Ginebra 1990